# 永井孝信
永井孝信（日语：／ Nagai Takanobu */?，1930年3月11日—2019年12月21日），日本政治人物，众议院议员，前勞動大臣。

## 生平
1930年出生于兵库县。1949年毕业于鐵道教習所中等部。此后在日本国有鐵道高砂工場工作，曾任国铁工会中央委员会执行委员。1979年参加第35屆日本眾議院議員總選舉，未当选。1980年，参加第36屆日本眾議院議員總選舉，当选。此后连选连任，1993年出任細川內閣的勞動省政務次官。1996年1月至11月在第1次橋本內閣出任劳动大臣。同年8月在第41屆日本眾議院議員總選舉未能当选，此后退出政界。11月，担任兵库县承建商美樹工業董事长。2000年获授勋一等瑞宝章。2019年12月21日因心臟衰竭去世。